# Trouillas
Trouillas är en kommun i departementet Pyrénées-Orientales i regionen Occitanien i södra Frankrike. Kommunen ligger i kantonen Thuir som tillhör arrondissementet Perpignan. År 2022 hade Trouillas 2 291 invånare.

## Befolkningsutveckling
Antalet invånare i kommunen Trouillas
| Referens: INSEE |